# Internationales Dokumentarfilmfestival von Yamagata
Das Internationale Dokumentarfilmfestival von Yamagata (jap. 山形国際ドキュメンタリー映画祭, Yamagata kokusai dokyumentarī eigasai; engl. Yamagata International Documentary Film Festival) findet seit 1989 und als Biennale in der japanischen Stadt Yamagata statt.
Neben dem International Documentary Film Festival Amsterdam, DOK Leipzig und Visions du Réel in Nyon ist es heute eines der bekanntesten Filmfestivals für Dokumentarfilme weltweit.

## Geschichte
Das Internationale Dokumentarfilmfestival von Yamagata wurde 1989 vom 1992 verstorbenen Filmregisseur Shinsuke Ogawa gegründet. Von Anfang an besaß das Festival einen internationalen Wettbewerb für Dokumentarfilme in Spielfilmlänge mit dem von einer Jury vergebenen Robert and Frances Flaherty Prize als Hauptpreis. Der Preis ist nach den Dokumentarfilm-Pionieren Robert J. Flaherty und dessen Ehefrau Frances H. Flaherty benannt. Bis zur fünften Festivalausgabe 1997 waren in einer besonderen Sektion jeweils bedeutende Dokumentarfilme der japanischen Filmgeschichte zu sehen. Seit 1992 gibt das Festival das Magazin Documentary Box heraus. Filme aus Asien nahmen seit Beginn eine wichtige Stellung in der Programmgestaltung ein, seit 1995 gibt es für diese einen eigenen Wettbewerb unter dem Titel New Asian Currents. Zum hundertsten Geburtstag des Films im Jahr 1995 richtete das Festival einen Fokus auf die Brüder Lumière und deren Kameramänner. 1999 gab es einen Schwerpunkt zum Thema Videoaktivismus in Japan und Korea. Im selben Jahr widmete das Festival Joris Ivens und 2001 Robert Kramer eine Retrospektive. Filmen über die koreanische Minderheit in Japan war 2005 eine eigene Programmschiene vorbehalten. 2007 gestaltete das Festival unter dem Titel Facing the Past einen Schwerpunkt zu Dokumentarfilmen aus Deutschland. Heute werden auf dem Dokumentarfilmfestival von Yamagata diverse Filmpreise vergeben, darunter auch ein FIPRESCI-Preis der Fédération Internationale de la Presse Cinématographique.

## Preisträger des Robert and Frances Flaherty Prize
| Jahr | Filmtitel                                        | Regie                        | Land                                                               |
| ---- | ------------------------------------------------ | ---------------------------- | ------------------------------------------------------------------ |
| 1989 | Die Querstraße                                   | Ivars Selezkis               | Sowjetunion                                                        |
| 1991 | Stubborn Dreams                                  | Béla Szobolits               | Ungarn                                                             |
| 1993 | Black Harvest                                    | Robin Anderson, Bob Connolly | Frankreich / Papua-Neuguinea / Vereinigtes Königreich / Australien |
| 1995 | Wahl und Schicksal                               | Tsipi Reibenbach             | Israel                                                             |
| 1997 | Shivrei T'munot Yerushalayim                     | Ron Havilio                  | Israel                                                             |
| 1999 | Buenos Aires, meine Geschichte                   | German Kral                  | Deutschland                                                        |
| 2001 | The Land of the Wandering Souls                  | Rithy Panh                   | Frankreich                                                         |
| 2003 | Tie Xi Qu: West of the Tracks - Part 1: Rust     | Wang Bing                    | China                                                              |
| 2005 | Before the Flood                                 | Yifan Li, Yu Yan             | China                                                              |
| 2007 | Fengming: A Chinese Memoir                       | Bing Wang                    | China                                                              |
| 2009 | Encirclement – Neo-Liberalism Ensnares Democracy | Richard Brouillette          | Kanada                                                             |
| 2011 | The Collaborator and His Family                  | Ruthie Shatz, Adi Barash     | Vereinigte Staaten / Israel / Frankreich                           |